# Вук Салетовић
Вук Салетовић (Београд 30. октобар 1976) је српски глумац. Познат је по улогама Шесто чуло, Упркос снегу, ЗГ 80 и Игра судбине.

## Филмографија
| Год.       | Назив        | Улога                 |
| ---------- | ------------ | --------------------- |
| 2000-е     |              |                       |
| 2009.      | Шесто чуло   | Новинар Жарко         |
| 2010-е     |              |                       |
| 2012.      | Бела лађа    | Утеривач дуга         |
| 2016.      | ЗГ 80        | Аутомеханичар Миле    |
| 2016.      | Упркос снегу | Новинар               |
| 2020-е     |              |                       |
| 2020-2025. | Игра судбине | Бојан Галић “Дебељко” |
| 2020.      | Јужни ветар  | Возач                 |

## Представе
| Представа        | Улога                             |
| ---------------- | --------------------------------- |
| Српска Трилогија | Коста Турчин, поручник, артиљерац |